# Театр Беласко
Театр Беласко (англ. Belasco Theatre) — театр на Бродвеї, який відкрився в 1907 році на 111 Вест 44-тій Стріт в центрі Манхеттена, Нью-Йорк. Спочатку відомий як Stuyvesant Theatre. Його спроектував архітектор Джорджем Кейстер для імпресаріо Девіда Беласко. В інтер'єрі використовуються панелі освітлення та стельові панелі від Tiffany, дорого озбдоблені меблі та розкішні фрески американського художника Еверетта Шінна. Також спроектували двоповерховий пентхаус у десяти кімнатах, який Беласко використовував як  житлові та офісні приміщення.

## Історія
Театр відкрився під назвою Stuyvesant Theatre 16 жовтня 1907 року з мюзиклом A Grand Army Man з Антуанеттою Перрі. Театр був оснащений найсучаснішими інструментами, які були доступні, включаючи великі вишки, систему гідравліки. Як і сусідній Lyceum Theater, він був побудований з великою за площею майстернею під сценою. Мейер Р. Бімберг був фактичним власником Stuyvesant/Belasco. Він заробив свій статок продажем кнопок політичної кампанії.
У 1910 році Беласко додав своє ім'я до назви театру. Після його смерті в 1931 році, Кетрін Корнелл і драматург Елмер Райс орендували приміщення. Марлон Брандо мав перший успіх у цьому театрі, у п'єсі Максвелла Андерсона Truckline Cafe, що вперше показувалась 27 лютого 1946 року. Він зіграв невелику, але вирішальну роль Сейджа МакРае. П'єса провалилася, але преса відзначила Брандо як нового геніального актора.
Shubert Organization купили театр в 1949 році і здавали його в оренду NBC протягом трьох років, перш ніж самі почали ним займатись. У 2014 році Hedwig and Angry Inch відкрили своє перше бродвейське шоу, яке було найдавнішим шоу в Belasco і пов'язане з жартом про вигадане шоу, яке відкрилося в Belasco під назвою Hurt Locker: The Musical.
Цей театр є предметом міської легенди, згідно з якою привид Девіда Беласко приходить у театр щоночі. Деякі актори, які грали там, навіть стверджували, що вони помічали його чи інших привидів під час виступів. Також повідомлялося, що після п'єси О! Калькутта! (музичний рев'ю з чоловічою і жіночою оголеністю), привид Девіда Беласко перестав з'являтися. У Hedwig і Angry Inch, Хедвіг частково обговорює історію Беласко і згадує привид Беласко, стверджуючи, що якщо привид з'явиться на вашій першій ночі, то ваше шоу благословенне. Потім вона просить членів аудиторії розповісти їй, якщо з'явиться привид. На останній ночі Ніла Патріка Харріса, що грає Хедвіга, під час того, як відкривали завіси з'явився чоловік, одягнений як привид.

## Постановки
- 1908: The Warrens of Virginia
- 1910: Just a Wife
- 1910: The Concert
- 1916: Seven Chances
- 1918: Daddies [7]
- 1921: Kiki
- 1924: Laugh, Clown, Laugh (Starring Lionel Barrymore & Irene Fenwick)
- 1927: Hit the Deck
- 1928: The Bachelor Father
- 1935: Awake and Sing!; Dead End; Waiting for Lefty
- 1937: Golden Boy
- 1938: Rocket to the Moon
- 1940: Johnny Belinda
- 1941: Clash by Night
- 1945: Kiss Them for Me
- 1946: The Song of Bernadette; Flamingo Road; Truckline Cafe
- 1948: The Madwoman of Chaillot
- 1953: The Solid Gold Cadillac
- 1955: Will Success Spoil Rock Hunter?
- 1956: Fanny
- 1958: Jane Eyre
- 1959: A Raisin in the Sun; Tall Story
- 1964: The Crucible
- 1966: The Subject Was Roses; The Killing of Sister George
- 1968: Don't Drink the Water
- 1971: Oh! Calcutta!
- 1975: The Rocky Horror Show
- 1977: American Buffalo
- 1979: The Goodbye People
- 1980: Your Arms Too Short to Box with God
- 1981: Ain't Misbehavin'
- 1983: Marcel Marceau On Broadway
- 1986: As You Like It/'Macbeth/Romeo and Juliet
- 1991: The Crucible
- 1992: The Master Builder
- 1995: Hamlet
- 1997: A Doll's House
- 1999: Ring Round the Moon
- 2000: James Joyce's The Dead
- 2001: Follies
- 2002: Frankie and Johnny in the Clair de Lune
- 2003: Enchanted April
- 2004: Dracula, the Musical
- 2005: Julius Caesar
- 2006: Awake and Sing!
- 2007: Journey's End
- 2008: Passing Strange; American Buffalo
- 2009: Joe Turner's Come and Gone
- 2010: Women on the Verge of a Nervous Breakdown
- 2011: Kathy Griffin
- 2012: End of the Rainbow; Golden Boy
- 2013: Twelfth Night/Richard III
- 2014: Hedwig and the Angry Inch
- 2016: Blackbird
- 2017: The Glass Menagerie; The Terms of My Surrender; Farinelli and the King
- 2018: Gettin' the Band Back Together; Network